# 卡拉拉学院

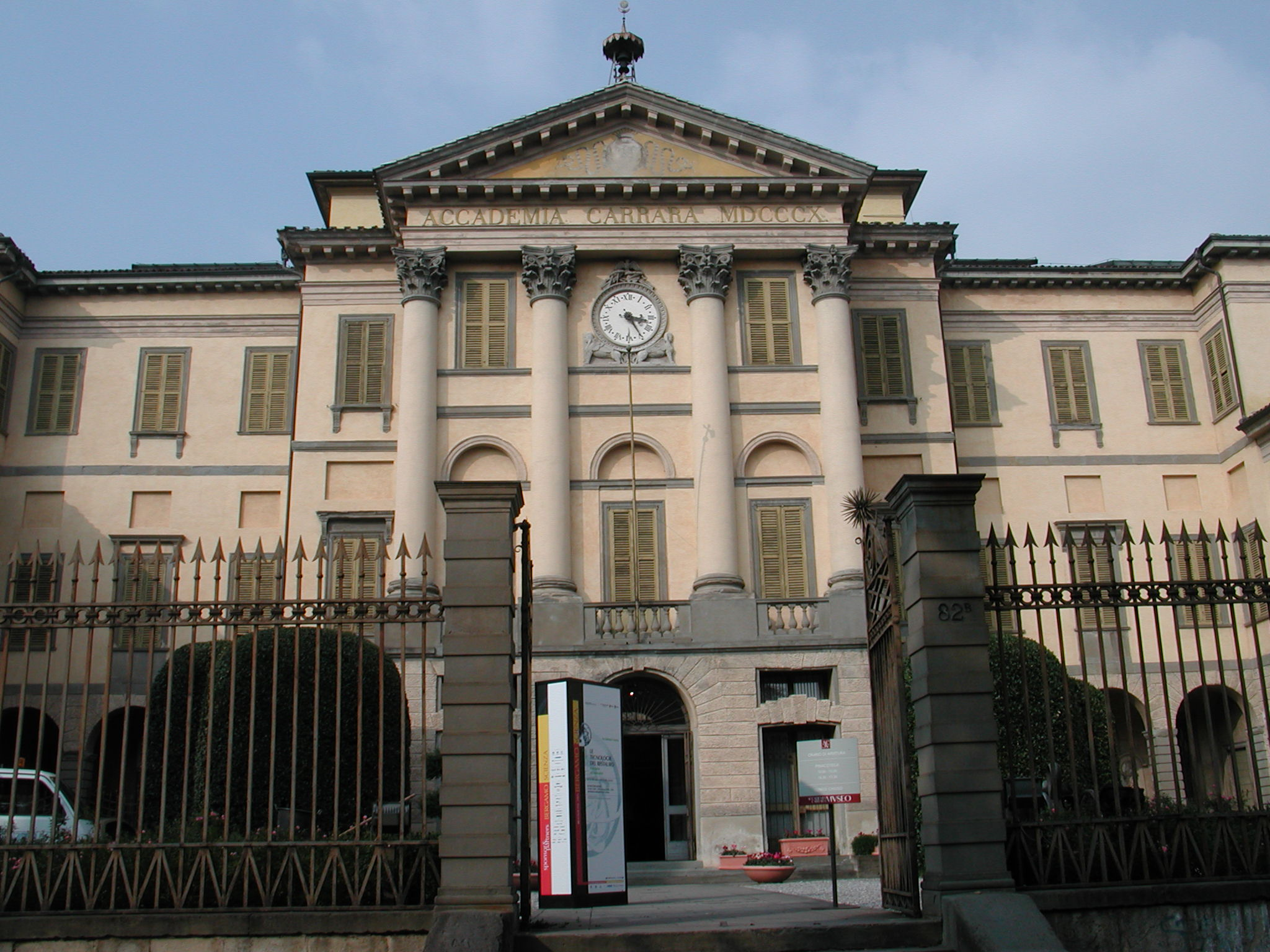
卡拉拉学院的前视图

卡拉拉学院（Accademia Carrara，義大利語發音：[karˈraːra]），是位于意大利贝加莫的一所艺术画廊和美术学院。
艺术画廊的起源可归功于贾科莫·卡拉拉伯爵，文艺赞助人和收藏家，他在18世纪末留给贝加莫市大量遗产。伯爵1796年死后，他的财产由一位任命的代表管理直到1958年，当时Comune of Bergamo接管了直接监督权。1810年，新古典主义形式的一座新建筑在建筑师Simone Elia的一项计划中得以实现，他是Leopoldo Pollack的学生。

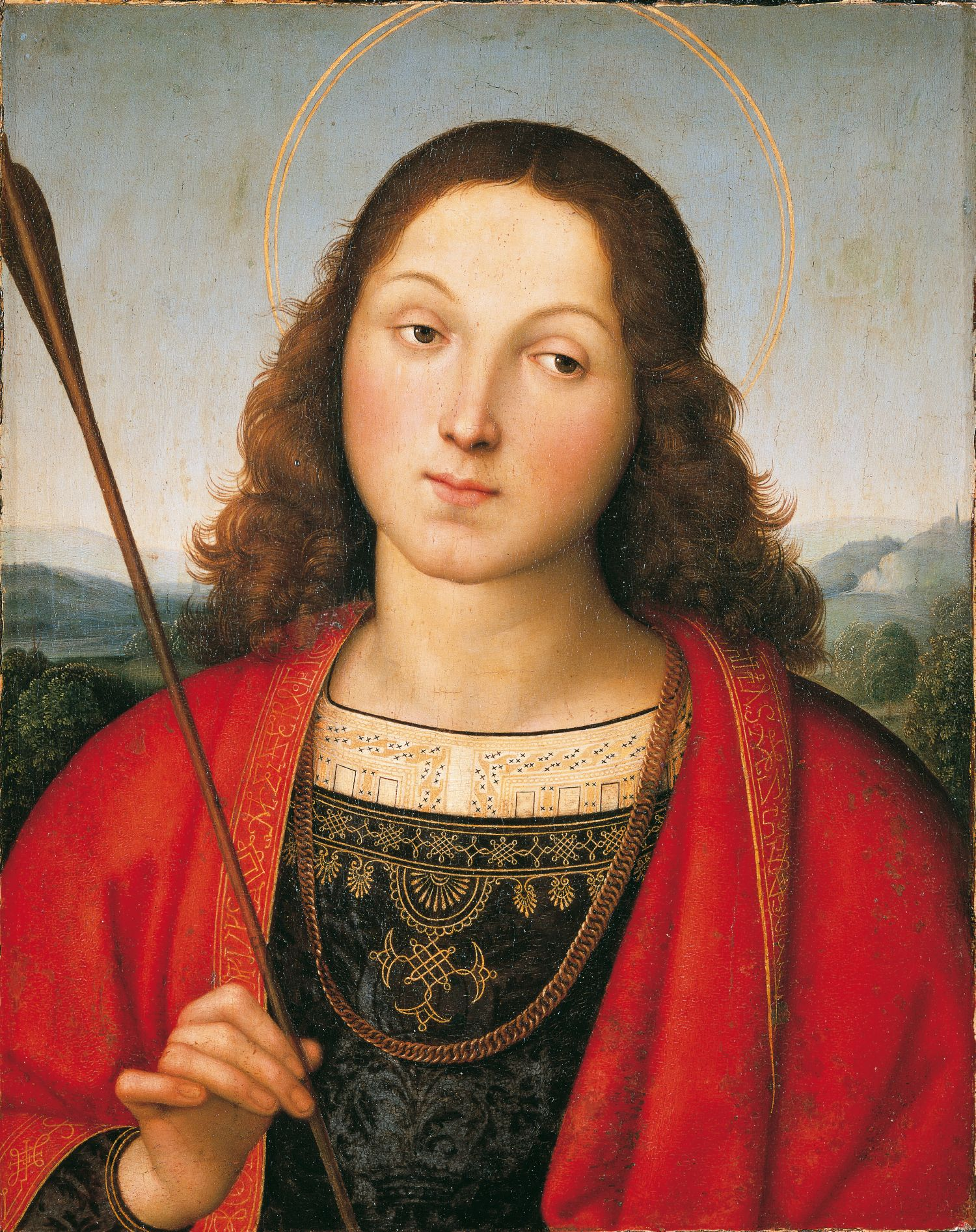
圣塞巴斯蒂安像，拉斐尔作 1501年/1502年

博物馆通过购买和捐赠不断扩大它的收藏品。到2006年，它拥有超过1800幅从15世纪到19世纪的画作。包括比萨内洛 (Antonio Pisano)、桑德罗·波提切利、喬瓦尼·貝利尼 、安德烈亞·曼特尼亞 、拉斐尔、莫罗尼 (Giovanni Battista Moroni)、巴西利斯 (Evaristo Baschenis)、弗拉加尔加略 (Fra’ Galgario)、喬凡尼·巴蒂斯塔·提埃坡羅 、加纳莱托、Giovanni Carnovali等画家的作品。
除了油画作品，它还收藏素描写生作品，铜像，雕塑和瓷器，家具以及一系列的勋章。
1793年，卡拉拉画廊第一次公开展出，贾科莫·卡拉拉伯爵希望在此开设绘画和油画课程。学校设立在画廊内直到1912年，目前学校已经搬到邻近的建筑中去了。1988年被官方认可，并升格为Accademia di Belle Arti (美术学院)。
1991年，现代艺术馆Galleria d’Arte Moderna e Contemporanea (GAMEC) 也迁往位于卡拉拉学院的新古典主义建筑对面的大厦。这幢建筑物曾是修女院。现在画廊拥有三层建筑，共10个展厅。从1999年6月起，通过购买 Raccolta Gianfranco e Luigia Spajani，它的展出中增加了20世纪当代意大利和外国艺术家的作品。例如薄邱尼、巴拉、乔治·莫兰迪、马西莫坎皮格利、卡索拉蒂沙维尼欧、德基里柯、瓦西里·康定斯基、萨瑟兰和曼祖等人。